# Lucio Domizio Enobarbo (console 16 a.C.)
Lucio Domizio Enobarbo (latino: Lucius Domitius Aenobarbus; Roma, 49 a.C. – Roma, 25), fu un politico e generale dell'impero romano.

## Biografia
Apparteneva alla gens dei Domizi Enobarbi ed era figlio di Gneo Domizio Enobarbo, console del 32 a.C., e molto probabilmente di Emilia Lepida.
Sposò la figlia maggiore di Ottavia minore, sorella di Augusto, e Marco Antonio, Antonia maggiore attorno al 25-24 a.C., da cui ebbe tre figli certi e almeno due ipotizzati. Svetonio lo descrive come un uomo arrogante e crudele.
Ricoprì la carica, prima di Questore (24 a.C.), poi di Edile (22 a.C.), di pretore, ed infine di console nel 16 a.C. (all'età di 33 anni).
Nel 13-12 a.C. ricopriva la carica di proconsole d'Africa. Alcuni anni più tardi era inviato nell'Illirico come governatore, e qui potrebbe essere rimasto per alcuni anni (dal 6 al 3 a.C.). Al termine di questo mandato ricopriva il prestigioso incarico di Governatore della Gallia Comata (allora probabilmente unita alle nuove conquiste di Germania e Rezia), tra il 3 e l'1 a.C.

### Le campagne in Germania

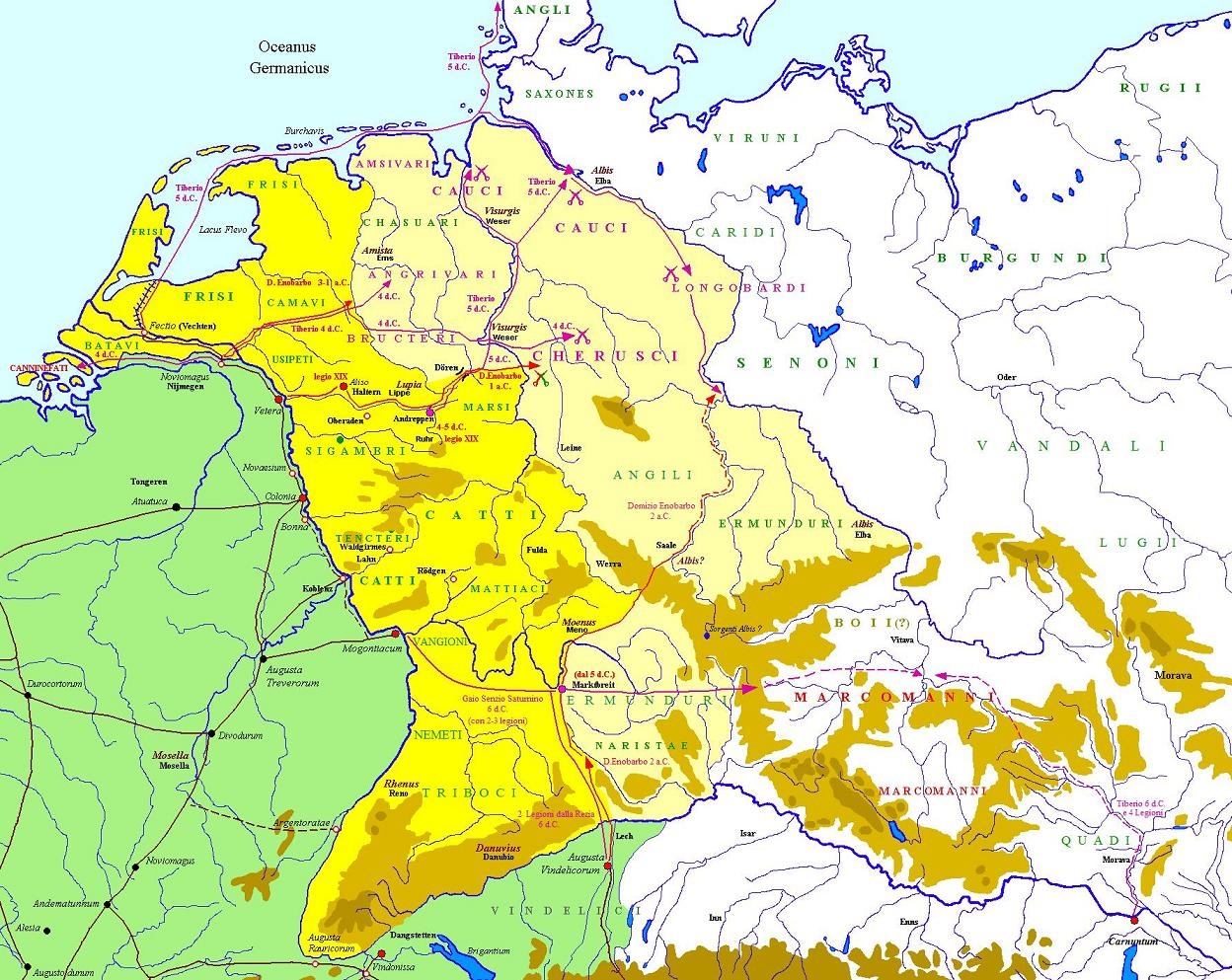
Le campagne germaniche di Domizio Enobarbo (3-1 a.C.) e poi di Tiberio del 4-6 d.C.

Fu governatore della nuova provincia di Germania negli anni compresi tra il 3 e l'1 a.C.), conducendo una serie di campagne militari nei territori appena acquisiti, dopo quelle di Druso maggiore (12-9 a.C.) e Tiberio (8-7 a.C.).
Sappiamo che Domizio Enobarbo costruì in questi suoi anni di permanenza nella Germania Magna, i cosiddetti pontes longi (strade costruite tra acquitrini e paludi) tra il Reno e l'Ems (3 a.C. circa); raggiunse inoltre il fiume Elba con l'esercito di Rezia. Dalle scarse informazioni pervenuteci da parte degli storici dell'epoca, alcuni studiosi moderni ritengono che egli abbia condotto il suo esercito da Augusta Vindelicorum (l'odierna Augusta), abbia attraversato il Danubio presso Ratisbona, percorso il corso del fiume Saale (probabilmente scambiandolo per l'alto fiume Elba), e raggiunto il medio corso dell'Elba stesso. Qui, dopo aver attraversato il fiume, eresse un altare, quasi volesse delimitare i confini della nuova provincia germanica, contrapponendolo a quello di Colonia Ubiorum sul lato occidentale (2 a.C.) Durante la sua impresa incontrò e sconfisse il popolo degli Ermunduri, che vagava in cerca di una terra dove sistemarsi. Enobarbo li fece stabilire in una regione della Marcomannide, tra Catti, Cherusci e Marcomanni della Boemia. Questa spedizione aveva come obiettivo di isolare la Boemia di Maroboduo lungo il lato occidentale, interponendo l'alleata e riconoscente tribù dei fidati Ermunduri.
Enobarbo intervenne negli affari interni dei Cherusci (che si trovavano al di là del fiume Weser), ma pur non subendo una sconfitta campale, si guardò bene dall'intraprendere nuove azioni in quelle regioni, non ancora sottomesse al dominio di Roma (1 a.C.). Per tutte queste azioni militari si meritò gli ornamenta triumphalia.

### Sull'Ara pacis di Augusto

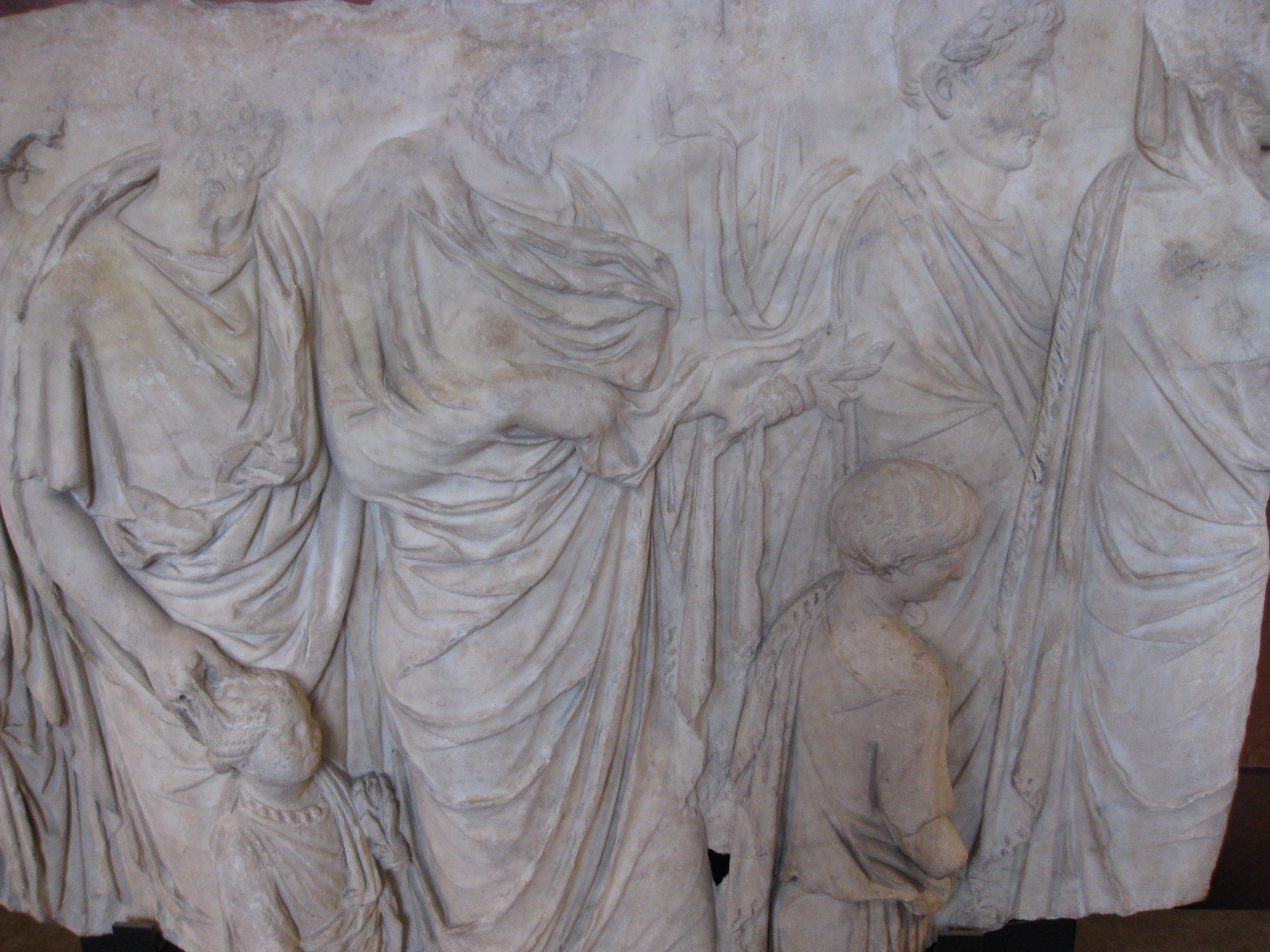
Ara pacis di Augusto, con rappresentata la famiglia dei Domizi Enobarbi (padre e figli), oltre alla moglie Antonia maggiore.

È rappresentato insieme alla moglie Antonia maggiore, a un figlio e alla figlia Domizia maggiore, sul fregio dell'Ara pacis, in processione dietro ad Antonia minore ed al marito Druso, figliastro dell'imperatore Augusto.

## Discendenza
Da Antonia maggiore ebbe tre figli accertati:
- Domizia maggiore, sposò il console del 22 Decimo Aterio Agrippa, dal quale ebbe Quinto Aterio Antonino. Si risposò in seconde nozze con Gaio Sallustio Passieno Crispo, console nel 44.
- Gneo Domizio Enobarbo, console nel 32 e padre del futuro imperatore Nerone.
- Domizia Lepida[3], sposò in prime nozze il cugino Marco Valerio Messalla Barbato, console del 20, dal quale ebbe Marco Valerio Messalla Corvino e Valeria Messalina. Si risposò in seguito alla morte del marito con Fausto Cornelio Silla, console suffetto del 31, dal quale ebbe Fausto Cornelio Silla Felice. Si risposò infine con Appio Giunio Silano, console del 28.

Secondo molti storici, inoltre, avevano anche almeno un altro figlio e un'altra figlia:
- Lucio Domizio Enobarbo (nato fra il 20 e il 17 a.C.).
- Domizia minore. Arrivò all'età adulta e si sposò, con discendenza, ma morì prima dell'ascesa di Caligola nel 37.

## Ascendenza
|                               |                   |                      | Genitori |  |  | Nonni |  |  | Bisnonni              |  |  | Trisnonni             |  |
|                               |                   |                      |          |  |  |       |  |  | Gneo Domizio Enobarbo |  |  | Gneo Domizio Enobarbo |  |
|                               |                   |                      |          |  |  |       |  |  | Gneo Domizio Enobarbo |  |  | Gneo Domizio Enobarbo |  |
|                               |                   | …                    |          |  |  |       |  |  | Gneo Domizio Enobarbo |  |  |                       |  |
| Gneo Domizio Enobarbo         |                   |                      |          |  |  |       |  |  | Gneo Domizio Enobarbo |  |  |                       |  |
|                               |                   | …                    | …        |  |  |       |  |  |                       |  |  |                       |  |
|                               |                   | …                    | …        |  |  |       |  |  |                       |  |  |                       |  |
|                               |                   | …                    | …        |  |  |       |  |  |                       |  |  |                       |  |
| Gneo Domizio Enobarbo         |                   | …                    |          |  |  |       |  |  |                       |  |  |                       |  |
|                               |                   | …                    | …        |  |  |       |  |  |                       |  |  |                       |  |
|                               |                   | …                    | …        |  |  |       |  |  |                       |  |  |                       |  |
|                               |                   | …                    | …        |  |  |       |  |  |                       |  |  |                       |  |
| Porcia Catona                 |                   | …                    |          |  |  |       |  |  |                       |  |  |                       |  |
|                               |                   | …                    | …        |  |  |       |  |  |                       |  |  |                       |  |
|                               |                   | …                    | …        |  |  |       |  |  |                       |  |  |                       |  |
|                               |                   | …                    | …        |  |  |       |  |  |                       |  |  |                       |  |
| Lucio Domizio Enobarbo        |                   | …                    |          |  |  |       |  |  |                       |  |  |                       |  |
|                               | Marco Livio Druso | Marco Livio Druso    |          |  |  |       |  |  |                       |  |  |                       |  |
|                               | Marco Livio Druso | Marco Livio Druso    |          |  |  |       |  |  |                       |  |  |                       |  |
|                               | Marco Livio Druso | …                    |          |  |  |       |  |  |                       |  |  |                       |  |
| Mamerco Emilio Lepido Liviano | Marco Livio Druso |                      |          |  |  |       |  |  |                       |  |  |                       |  |
|                               |                   | Cornelia             | …        |  |  |       |  |  |                       |  |  |                       |  |
|                               |                   | Cornelia             | …        |  |  |       |  |  |                       |  |  |                       |  |
|                               |                   | Cornelia             | …        |  |  |       |  |  |                       |  |  |                       |  |
| Emilia Lepida                 |                   | Cornelia             |          |  |  |       |  |  |                       |  |  |                       |  |
|                               |                   | Lucio Cornelio Silla | …        |  |  |       |  |  |                       |  |  |                       |  |
|                               |                   | Lucio Cornelio Silla | …        |  |  |       |  |  |                       |  |  |                       |  |
|                               |                   | Lucio Cornelio Silla | …        |  |  |       |  |  |                       |  |  |                       |  |
| Cornelia Silla                |                   | Lucio Cornelio Silla |          |  |  |       |  |  |                       |  |  |                       |  |
|                               |                   | Giulia               | …        |  |  |       |  |  |                       |  |  |                       |  |
|                               |                   | Giulia               | …        |  |  |       |  |  |                       |  |  |                       |  |
|                               |                   | Giulia               | …        |  |  |       |  |  |                       |  |  |                       |  |
|                               |                   | Giulia               |          |  |  |       |  |  |                       |  |  |                       |  |